# Tennessee Williams
Thomas Lanier "Tennessee" Williams III, född 26 mars 1911 i Columbus i Mississippi, död 25 februari 1983 i New York i New York, var en amerikansk dramatiker. Han var en av de mest betydelsefulla dramatikerna i USA under 1900-talet. Hans författarskap kännetecknas av starka och problemfyllda skildringar av människor och konfliktfyllda mänskliga relationer.
Han fick smeknamnet Tennessee av klasskamrater i St. Louis, Missouri på grund av sin sydstatsdialekt. 1948 belönades han med Pulitzerpriset för Linje Lusta och 1955 för Katt på hett plåttak. Hans litterära stil kallas Southern Gothic. Williams bodde i French Quarter i New Orleans i många år.

## Biografi
Williams föddes i Columbus men flyttade med sin familj till St. Louis 1918. Fadern Cornelius Williams arbetade som resande skoförsäljare.
Williams syster Rose, som han stod mycket nära, led av allvarliga nervösa sammanbrott och fick diagnosen schizofreni. Hon tillbringade huvuddelen av sitt vuxna liv på mentalsjukhus. Efter flera misslyckade terapiförsök tillät föräldrarna till slut lobotomi. Operationen (som utfördes i Washington D.C 1943) misslyckades och Rose handikappades för livet. Detta blev ett hårt slag för Williams, som aldrig förlät föräldrarna. I pjäsen Plötsligt i somras skildras en familj där en syster anses galen; det är dock egentligen föräldrarna som lever i en låtsasvärld där de vägrar inse sanningen om sin omvärld och där modern kväver sin son och vägrar inse att han är homosexuell.
I sina memoarer skrev Williams att han var bisexuellt aktiv redan som tonåring, men biografiförfattaren Lyle Leverich menade att hans homosexuella relationer skedde senare, närmare trettioårsåldern. Williams längsta och mest lyckliga förhållande var med sin sekreterare Frank Merlo, en man som tidigare tjänstgjort i den amerikanska armén. Relationen varade från 1947 till Merlos död i lungcancer 1961. Paret bodde delvis i New York och förhållandet gav Williams stadga under en tid då han producerade sina mest bestående och framgångsrika verk. Merlo gav stöd under Williams depressioner och mot rädslan att bli sinnessjuk som systern. Efter Merlos död sjönk Williams ned i en decennielång depression och ett alkoholmissbruk. 
Tennessee Williams misshandlades av fem tonåringar i januari 1979 i Key West, men blev inte allvarligt skadad. Händelsen var en av de våldsamheter mot homosexuella som uppstått efter att en lokal baptistpastor publicerat en moraliserande annons mot homosexualitet. Några kritiker talade negativt om de "excesser" som förekommer i William verk, vilket egentligen var kritik mot Williams sexuella läggning.
Tennessee Williams dog vid 71 års ålder och dödsorsaken påstås vara att han satte en kapsyl i halsen. Vissa personer, däribland hans bror Dakin, menar att han blev mördad. En annan tänkbar orsak till hans död sägs vara drogmissbruk. 
Williams begravdes på Calvary Cemetery i St. Louis trots att han hade önskat en havsbegravning i närheten av den plats där poeten Hart Crane begravdes (han betraktade Crane som en av sina mest betydande inspirationskällor). Rättigheterna till hans verk tillföll Sewanee, The University of the South genom en stiftelse uppkallad efter hans farfar Dakin Williams.

## Författarstil och verk
Karaktärerna i hans pjäser ses ofta som direkta skildringar av hans familjemedlemmar. Laura Wingfield i Glasmenageriet anses vara en framställning av systern Rose och Amanda Wingfield modern. Somliga menar att även karaktären Blanche DuBois i Linje Lusta är en version av modern. Lobotomimotivet förekommer i Plötsligt i somras. Många av hans karaktärer anses vara självbiografiska speglingar av honom själv, som Tom Wingfield i Glasmenageriet och Sebastian i Plötsligt i somras.
Williams hann skriva ett sjuttiotal dramer och några operalibretton, av vilka många även blev filmer. Flera filmatiseringar av hans pjäser belönades med Oscars och Golden Globe. Bland de mest kända finns Linje Lusta med Marlon Brando och Vivien Leigh, Katt på hett plåttak med Liz Taylor och Paul Newman, Iguanans natt med Richard Burton och Ava Gardner samt Min kropp är fördömd med Natalie Wood och Robert Redford. Alla hans stora dramer har uppförts också i Sverige, regisserade av bland andra Ingmar Bergman.

## Pjäser i urval

### Tryckta översättningar
- 1946 – Det kan man kalla kärlek (The strangest kind of romance) (översättning av Gustav Sandgren, radiobearbetning av Palle Brunius, Radiotjänst, 1950)
- 1947 – Linje Lusta (A Streetcar Named Desire) (översättning Sven Barthel, Bonnier, 1949)
- 1964 – Leguanens natt (The Night of the Iguana) (översättning Lisa Carlehed, Mattias Lindholm, Atrium, 2006)

### Otryckta översättningar
- 1940 – Mannen i ormskinnsjackan (Battle of angels/Orpheus descending [den senare från 1957]) (översättning Kerstin Gustafsson, bearbetning Malin Stenberg för Dramaten 2010)
- 1941 – De nertrampade petuniorna (The case of the crushed petunias, översättning Barbro Thelander för Helsingborgs stadsteater 1950-tal)
- 1944 – Glasmenageriet (The Glass Menagerie) (översättning Kerstin Gustavsson för Stockholms stadsteater 2007)
- 1946 – Ledig för engagemang (At liberty) (översättning Tom Olsson för Radioteatern 1955)
- 1946 – Moony's grabb gråter inte (Moony's kid don't cry) (översättning Bengt Hernlund för okänd teater 1960-tal?)
- 1946 – Porträtt av en madonna (Portrait of a madonna) (översättning av Bengt Hernlund för okänd teater, 1950-tal?)
- 1947 – Linje Lusta (A Streetcar Named Desire) (översättning Einar Heckscher för Stockholm stadsteater 1998)
- 1953 – Någonting outsagt (Something unspoken) (översättning av Sven Barthel för Göteborgs stadsteater 1960-tal?)
- 1955 – Den tatuerade rosen (The Rose Tattoo) (översättning Sven Barthel, radioarrangemang Per Gunnar Evander för Radioteatern 1966)
- 1955 – Katt på hett plåttak (Cat on a Hot Tin Roof) (översättning Sven Barthel, spelad av Helsingborgs stadsteater 1984) (översättning Jacob Hirdwall och Björn Melander för Folkteatern i Göteborg, 1998)
- 1959 – Plötsligt i somras (Suddenly Last Summer) (översättning Sven Barthel för Upsala stadsteater 1960)
- 1959 – Ungdoms ljuva fågel (Sweet Bird of Youth) (översättning Sven Barthel för Vasateatern 1959)
- 1960 – Vilse i lustgården (Period of adjustment) (översättning Sven Barthel för Helsingborgs stadsteater 1961)
- 1979 – Utflykten (A lovely Sunday for Creve Coeur) (översättning Anita Blom för Helsingborgs stadsteater 1987)
- 1969 – I baren på ett Tokyo hotell

## Romaner
- Mrs Stones romerska vår (The Roman spring of Mrs. Stone) (översättning Thomas Warburton, Bonnier, 1951)
- Moise and the World of Reason (1975)